# Floyd Ayité
Floyd Ayité (Bordeaux, 15 december 1988) is een Togolees-Frans voetballer die doorgaans als linksbuiten speelt. Hij verruilde verruilde Fulham in september 2019 voor Genclerbirligi. Ayité debuteerde in 2008 in het Togolees voetbalelftal.

## Clubcarrière
Ayité komt uit de jeugdacademie van Girondins Bordeaux. Hij werd door Bordeaux uitgeleend aan SCO Angers en AS Nancy maar kreeg nooit echt een kans in het eerste elftal. Op 15 november 2011 verhuisde hij transfervrij naar toenmalig tweedeklasser Stade Reims. In 2012 steeg de club naar het hoogste niveau. In de zomer van 2014 vertrok Ayité transfervrij van Reims naar SC Bastia.

## Clubstatistieken
| Seizoen | Club               | Land      | Competitie     | Wed. | Doelp. |
| ------- | ------------------ | --------- | -------------- | ---- | ------ |
| 2008/09 | Girondins Bordeaux | Frankrijk | Ligue 1        | 0    | 0      |
| 2008/09 | → Angers SCO       | Frankrijk | Ligue 2        | 33   | 3      |
| 2009/10 | → AS Nancy         | Frankrijk | Ligue 1        | 6    | 1      |
| 2010/11 | Girondins Bordeaux | Frankrijk | Ligue 1        | 7    | 0      |
| 2011/12 | Stade Reims        | Frankrijk | Ligue 2        | 18   | 3      |
| 2012/13 | Stade Reims        | Frankrijk | Ligue 1        | 23   | 2      |
| 2013/14 | Stade Reims        | Frankrijk | Ligue 1        | 32   | 5      |
| 2014/15 | SC Bastia          | Frankrijk | Ligue 1        | 30   | 6      |
| 2015/16 | SC Bastia          | Frankrijk | Ligue 1        | 32   | 7      |
| 2016/17 | Fulham FC          | Engeland  | Championship   | 33   | 9      |
| 2017/18 | Fulham FC          | Engeland  | Championship   | 28   | 4      |
| 2018/19 | Fulham FC          | Engeland  | Premier League | 16   | 1      |
| 2019/20 | Fulham FC          | Engeland  | Championship   | 1    | 0      |
| 2019/20 | Genclerbirligi     | Turkije   | Süper Lig      | 11   | 2      |
| Totaal  | Totaal             | Totaal    | Totaal         | 270  | 43     |

## Interlandcarrière
Ayité debuteerde in 2008 in het Togolees voetbalelftal. Op 14 november 2009 maakte hij in de WK-kwalificatiewedstrijd tegen Gabon zijn eerste interlanddoelpunt. In het najaar van 2014 was Ayité actief in het kwalificatietoernooi voor het Afrikaans kampioenschap voetbal 2015; in september 2014 was hij trefzeker tegen Ghana.